# Rusinga Island
Rusinga Island ist eine kenianische Insel im Victoriasee. Die Insel liegt im östlichen Teil des Sees und ist circa 16 Kilometer lang und an ihrer breitesten Stelle 5 Kilometer breit. Sie ist durch eine Dammstraße mit Mbita Point auf dem kenianischen Festland verbunden.

## Geologie
Rusinga ist eine bedeutende Fossillagerstätte. Hervorzuheben ist hierbei die Rusinga-Gruppe des Unteren und Mittleren Miozäns, eine Gesteinseinheit, die aus mehreren Formationen besteht und deren fossilreichste Mitglieder die Hiwegi- und die Kulu-Formation darstellen. Von hier stammen etwa mit Proconsul und Nyanzapithecus frühe Vertreter der Menschenartigen. Daneben kommen mit Myorycteropus auch ein Vorfahre des Erdferkels und mit Miorhynchocyon ein Angehöriger der Rüsselhündchen vor. Eine Besonderheit stellt unter anderem Parageogale dar, eine afrikanische Form der heute nur auf Madagaskar verbreiteten Tenreks. Deutlich jünger sind dagegen die Funde aus den Wasiriya Beds, die ins Obere Pleistozän datieren. Aus den Ablagerungen konnten mehrere Antilopenarten geborgen werden, unter anderem die Kuhantilope Rusingoryx.

## Bevölkerung
Die Insel wurde vor mehreren Jahrhunderten von Flüchtlingen aus dem heutigen Uganda besiedelt. Diese Menschen gehörten der Ethnie der Luo an. Die Sprache von weiten Teilen der Inselbevölkerung ist Dho Luo. Außerdem werden die Amtssprachen Englisch und Suaheli genutzt. Die meisten Bewohner der Insel leben von der Landwirtschaft, der Fischerei oder dem Tourismus. Die am meisten verbreitete Religion auf Rusinga ist das Christentum, dem 84 % der Insulaner angehören. 12 % der Einwohner Rusingas bilden eine muslimische Minderheit.

## Tourismus
Auf Grund ihrer Lage ist die Insel auch bei Touristen beliebt. Neben der Natur der Insel stellt die Fischerei eine Attraktion dar. Rund um Rusinga Island gibt es sehr große Barsche, sodass die Insel für Angler attraktiv ist. Außerdem besitzt die Insel einen großen Artenreichtum, vor allem Vogelarten sind auf der Insel zu finden. Die Erhebungen der Insel sind gefragte Wanderziele, da sie einen Ausblick auf den Victoriasee offerieren.

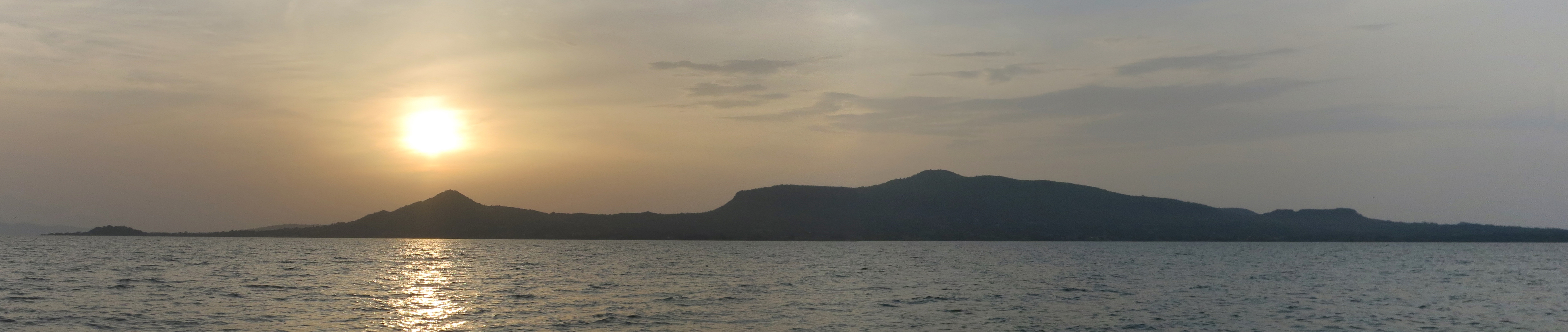
Panoramaprofil von Rusinga aus süd-östlicher Richtung aufgenommen.